# Pedro Conga
Pedro Conga (*  in Humacao, Puerto Rico) ist ein puerto-ricanischer Salsa-Musiker, Sänger und Perkussionist. Er vertritt den Musikstil der Salsa Erotica und traditioneller Música Boricua, wobei klassische mit modernen Elementen vermischt werden.

## Leben
Pedro Conga spielt seit über 30 Jahren mit seinem Orquesta Internacional zusammen, mit dem er 13 LPs veröffentlicht hatte. Den Beinamen „Conga“ erhielt er durch sein virtuoses Conga-Spiel, mit dem er den Sänger Justo Betancourt begleitete. Später sang Pedro Conga auch und übernahm die Leitung des Orquesta Internacional. Seine Musik wurde durch zahlreiche Tourneen in Lateinamerika, USA und Europa bekannt. Berühmte Salsamusiker wie Tito Rojas, Anthony Cruz oder Maelo Ruíz waren eine Zeitlang Mitglieder seines Orchesters.
Zu seinen größten Erfolgen gehören Songs wie „No te quites la ropa“ (Nr. 2 der Billboard’s Tropical Salsa Charts 1989), „Ven“, „Atrévete“, „Pienso en tí“, „Ladrona de amor“, „Quiero volver a querer“, „Te quiero amor“, „Vivés con él“, „Me niegas tanto amor“, „Si pudieras“. Seine größten Radioerfolge feierte Pedro Conga in den 1980er Jahren in seiner Heimat Puerto Rico, aber auch in Miami, New York und Cali/Kolumbien.

## Stil und Bedeutung
Einer der erfolgreichsten Songs von Pedro Conga ist „Si supieras“, welcher ursprünglich von Willie Gonzales stammt:
Si supieras
| Si supieras cuanto significa ella para mi Jamas me pedirias lo que tu me piedes hoy Dejar su amor, es todo para mi Si superias que ella es la razon de mi existir Que es ella mi esperanza, es ella mi felicidad Es todo lo que quiero es ella mi libertad             | Wenn du wüsstest, wie viel sie mir bedeutet Niemals würdest du mich um das bitten, was du heute von mir willst Ihre Liebe zu verlassen, sie ist ganz für mich Wenn du wüsstest, dass sie der Grund für meine Existenz ist Dass sie meine Hoffnung und mein Glück ist Das ist alles was ich will, sie ist meine Freiheit                                          |
| Si supieras cuantas veces he llorado en su hombro Y he sentido en su silencio su amor por mi Y es que hemos compartido nuestro triunfos y fracasos Y es que ella es de mi vida lo que lo que mas yo necesito Y es que ella es lo mas importante para mi                | Wenn du wüsstest, wie viele Male ich an ihrer Schulter geweint habe Und in der Stille ihre Liebe für mich gehört habe Und das wir zusammen unsere Thriumphe und Niederlagen miteinander geteilt haben Und es ist so, dass sie mein Leben ist, all das was ich brauche Und es ist so, dass sie das Wichtigste für mich ist                                        |
| Si superas que no vale la pena insistir Que no debes confundir un simple amor de amistad Que yo te entrege con toda sinceridad Si superas que ella es la razon de mi existir Que es ella mi esperanza, es ella mi felicidad Es todo lo que quiero, es ella mi libertad | Wenn du überwinden könntest, dass es keinen Sinn hat, darauf zu bestehen Dass du keine einfache Liebe mit Freundschaft verwechseln darfst Die ich dir mit aller Aufrichtigkeit gegeben habe Wenn du überwinden könntest, dass sie der Grund für meine Existenz ist Dass sie meine Hoffnung und mein Glück ist Das ist alles was ich will, sie ist meine Freiheit |

## Diskografie
- PEDRO CONGA - (1972) ASI EMPEZO LA HISTORIA (FEAT. TITO ROJAS)
- Joaco Muerte (1977)
- PEDRO CONGA - (1979) ORQUESTA INTERNACIONAL (Feat. Silvestre Ayala)
- PEDRO CONGA - (1981) JUAN VALENTON
- Canta Axel Martinez (1984)
- Special Delivery (1985)
- No te quites la ropa (1989)
- En acción (1990)
- Pedro Conga - y su Orquesta Internacional (1991)
- Valió la pena esperar (1992)
- Tropical (1994)
- Salsa éxitos (1997)
- Peligroso (1998)
- Eso me gusta (2001)
- 35 años con el golpe de siempre (2007)
- PEDRO CONGA - (2011) RUMBERO DEL BARRIO